# Gibberichthys
Famille
Genre
Gibberichthys est un genre de poissons abyssaux, le seul de la famille des Gibberichthyidae dans l'ordre des Beryciformes (anciennement dans celui des Stephanoberyciformes).

## Description et caractéristiques
Une description en a été faite par Paxton, à partir d'exemplaires du Pacifique Centre-Ouest.

### Caractères diagnostiques
Poissons de petite taille (jusqu’à 13 cm), au corps variant d’une forme profonde chez les juvéniles à une silhouette modérément robuste chez les adultes. La tête est de taille moyenne, avec de grandes cavités muqueuses sur son sommet, séparées par de fines crêtes et recouvertes d’une peau fine, rarement intacte chez les spécimens observés.
Les yeux sont très grands chez les juvéniles, mais deviennent plus petits que la longueur du museau chez les spécimens adultes. La bouche est de taille modérée, avec des mâchoires s’étendant jusqu’à la limite postérieure de l’œil chez les spécimens plus grands. Les dents, en forme de villosités, sont disposées en bandes sur les mâchoires, mais absentes du vomer et du palatin. Les branchiospines sont larges et rigides, en forme de lattes.
Les nageoires dorsale et anale sont précédées de fortes épines séparées, rigides et à base large. Les rayons mous des nageoires dorsale et anale ont leur origine vers l’arrière et sont opposés. Chez les larves et les pré-juvéniles, un appendice élaboré est formé par le troisième rayon pelvien allongé. Les écailles, de type cycloïde et facilement détachables, recouvrent le corps. La ligne latérale est formée par des rangées verticales de papilles surplombant les écailles. Absence de photophores, de tissus lumineux et de tissus caverneux.
Couleur : Chez les spécimens adultes les plus grands, le corps est brun-noir.

### Habitat, biologie et exploitation
Espèces méso-, bathy- et benthopélagiques, vivant principalement au-dessus des pentes continentales et insulaires. Leur développement inclut un stade larvaire et pré-juvénile distinctif, appelé kasidoron, qui se déroule dans les eaux épipélagiques. Ces poissons se nourrissent en capturant du zooplancton, avec de petits crustacés retrouvés dans l’estomac des pré-juvéniles et des adultes.
Ils sont rares et n’ont aucune importance commerciale.

## Liste d'espèces
Selon FishBase (13 août 2010), World Register of Marine Species (13 août 2010) et ITIS (13 août 2010) :
- Gibberichthys latifrons (Thorp, 1969)
- Gibberichthys pumilus Parr, 1933

## Systématique
Le nom valide complet (avec auteur) de ce taxon est Gibberichthys Parr, 1933.
Gibberichthys a pour synonyme :
- Kasidoron Robins & de Sylva, 1965

## Étymologie
Le nom provient de gibber, signifiant « bossu », « courbé »" ou « protubérant », une allusion non expliquée, peut-être en référence aux « crêtes épineuses » présentes sur la tête de G. pumilus ; et de ichthys, signifiant « poisson ».

## Publication originale
- Parr, A. E. (1933). Deepsea Berycomorphi and Percomorphi from the waters around the Bahama and Bermuda islands. (Scientific results of the third oceanographic expedition of the "Pawnee" 1927.). Bulletin of the Bingham Oceanographic Collection Yale University. v. 3 (art. 6): 1-51.